# Herbertshofen (Meitingen)

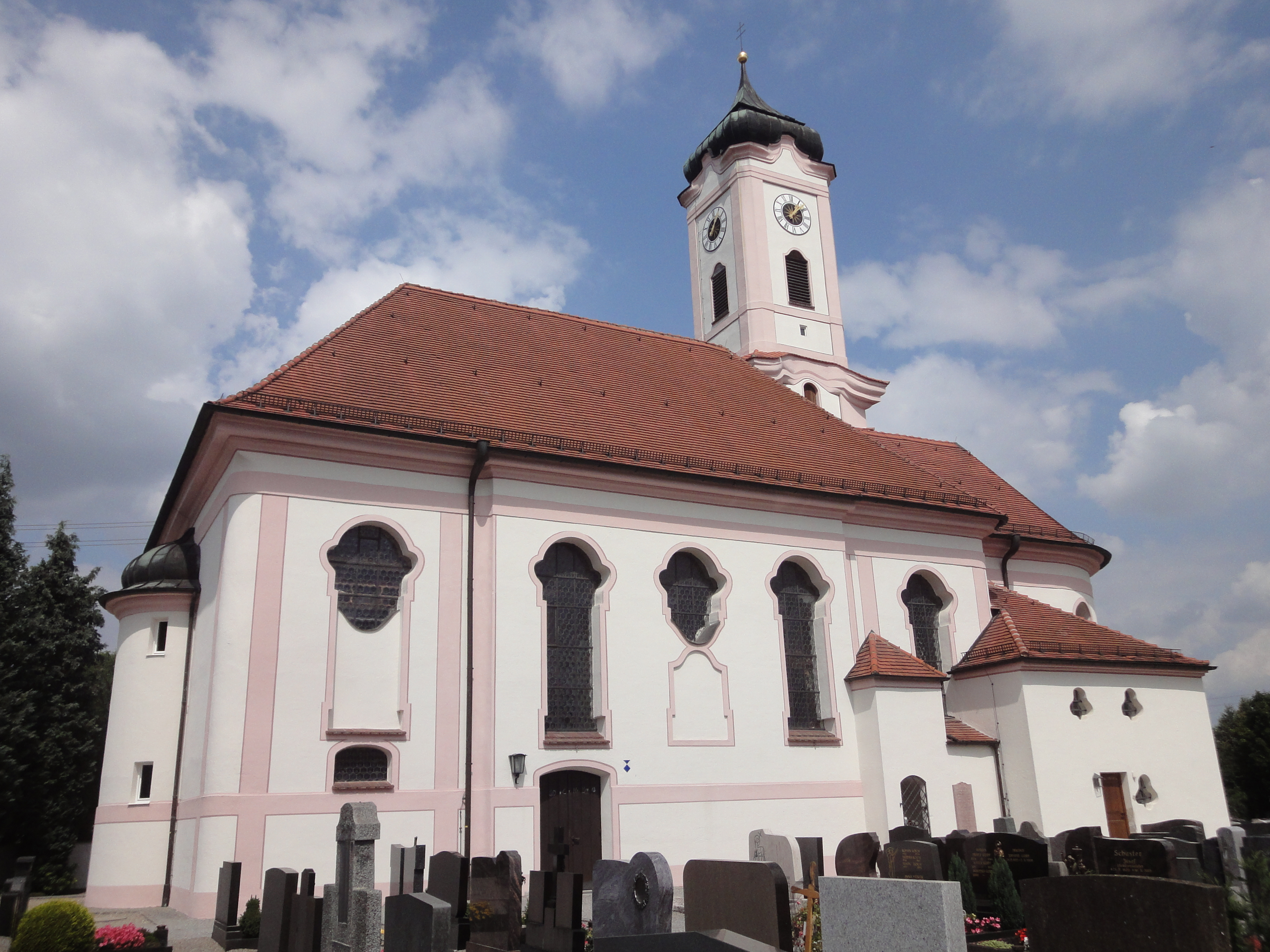
Pfarrkirche St. Clemens

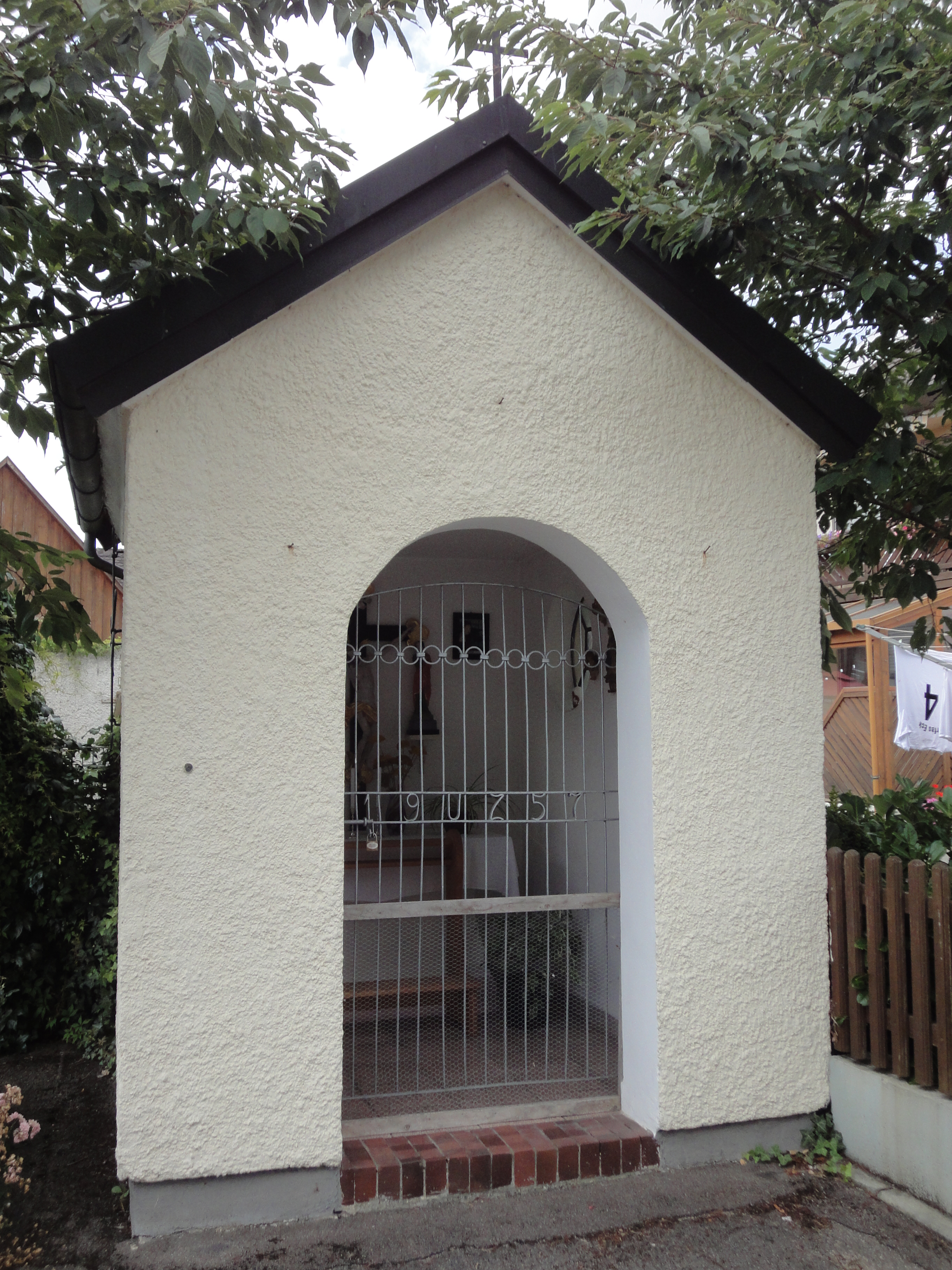
Wegkapelle

Herbertshofen ist ein Gemeindeteil des Marktes Meitingen und eine Gemarkung im bayerisch-schwäbischen Landkreis Augsburg in Bayern (Deutschland). 
Herbertshofen liegt am Lech.

## Lage
Das Pfarrdorf Herbertshofen liegt im Lechtal etwa 17 Kilometer nördlich von Augsburg. Im Westen ist der Ort begrenzt von der Bahnstrecke Augsburg–Nördlingen und im Osten von der Kreisstraße A 29.
Herbertshofen gehört zu den Grenzorten des alemannischen Dialektraums zum Bairischen hin.
Auf der etwa 535 Hektar großen Gemarkung liegt nur der Ort Herbertshofen. Nachbargemarkungen sind Meitingen, Thierhaupten, Todtenweis, Langweid am Lech, Eisenbrechtshofen und Erlingen.

## Geschichte
Der Ort Herbertshofen rechnet zu den frühesten Siedlungen der Kommune Meitingen. Dies ist abzuleiten von seinem Namen. Herbertshofen gehörte zur Urmark Erlingen. „Zu den Höfen des Heribalt“ war schon bei der alemannischen Landnahme besiedelt.
Um die Mitte des 13. Jahrhunderts unterstanden die meisten Höfe dem Reichsstift St. Ulrich und St. Afra in Augsburg. Herbertshofen fand aber auch in der Ausdehnung des Habsburgreiches im bayrisch-schwäbischen Raum überregionales Interesse. So wurde 1270 der damalige Graf von Habsburg, der spätere römisch-deutsche König Rudolf von Habsburg, mit dem Maierhof belehnt. Der Streit um die Eigentumsrechte setzte sich fort im Jahre 1346. Als der Augsburger Sebastian von Laber Ansprüche anmeldete, entzog sich der Bischof Markward von Randegg 1365 dieser Forderung, indem er aus Eigenbesitz Güter, Einkünfte, Rechte und Vogteien in Ehekirch, Herbertshofen, Erlingen und anderen Orten an das Domkapitel vermachte. Die Gegenleistung sollten Jahresgedächtnis und Gebetsgedenken für ihn sein.
Besonders heftig waren die Besitzauseinandersetzungen zwischen den Augsburgern und den Bayernherzögen. Um die Mitte des 15. Jahrhunderts wurden die Pappenheimer von Biberbach die Herrn von Herbertshofen, doch 1477 verkaufte Erasmus Erkinger von Biberbach fast das ganze Dorf für 415 Goldgulden an das Augsburger Domkapitel, das hier bereits „zehn Feuerstätten“ (Häuser) besaß. Das Ulrich Kloster nannte fünf, das Hospital zwei, das Sternkloster zwei und die St. Jakobspfründe eine ihr Eigentum. Auch die Fugger waren zeitweise hier begütert. Bis 1803 stand Herbertshofen unter der Ortsherrschaft des Domstifts Augsburg. 
Eine besondere Bedeutung erlangte Herbertshofen kirchen- und kunstgeschichtlich. Im Jahre 1752 fasste das Domkapitel den Beschluss, eine neue Kirche in Herbertshofen zu bauen. Gewonnen wurde als Baumeister Johann Adam Dossenberger (1716–1759) aus Wollishausen, ein begabter Schüler von Dominikus Zimmermann. Der helle Bau Johann Adam Dossenbergers erhielt durch die Wand- und Deckengemälde des Meisters Johann Baptist Enderle eine besondere künstlerische Note. Die Entwicklung des Ortes ging stetig voran. So hatte sich die Einwohnerzahl von 205 im Jahr 1823 bis 1868 auf 342 erhöht. Um die Wende zum 20. Jahrhundert registrierte die Pfarrei, allerdings mit den Bewohnern Meitingens, bereits 1100 Seelen. 1941 löste der Bischof die Meitinger von ihrer Mutterkirche und installierte die Pfarrei St. Wolfgang.
Die Gemeinde Herbertshofen im Bezirksamt Wertingen, später dem Landkreis Wertingen bestand bis zur Gebietsreform in Bayern. Sie führte ein eigenes Gemeindewappen und wurde am 1. Juli 1972 nach Meitingen im damaligen Landkreis Augsburg-West (ab dem 1. Mai 1973 Landkreis Augsburg) eingemeindet.

## Sehenswürdigkeiten
- römisch-katholische Pfarrkirche St. Clemens, errichtet um 1754/55. Die Pfarrei gehört zur Pfarreiengemeinschaft Meitingen im Dekanat Augsburg-Land im Bistum Augsburg.
- Wegkapelle, darin hölzernes Kruzifix mit Assistenzfiguren um 1760 und aus der Mitte des 19. Jahrhunderts.

## Wirtschaft
In Herbertshofen liegen die Lech-Stahlwerke, das einzige Stahlwerk in Bayern.

## Verkehr
Über die Anschlussstelle Langweid-Nord/Meitingen-Herbertshofen ist der Ort an die Bundesstraße 2 angebunden. Die Kreisstraße A 29 verläuft auf einer ehemaligen Trasse der Bundesstraße 2 und zweigt von dieser im Norden von Meitingen ab, verläuft östlich von Herbertshofen und mündet nördlich von Langweid am Lech wieder in die B 2. Der Bahnhof Herbertshofen liegt an der Bahnstrecke Augsburg–Nördlingen.